# Branko Miljuš
Branko Miljuš (ur. 17 maja 1960 w Kninie) – chorwacki piłkarz występujący na pozycji obrońcy.

## Kariera klubowa
Miljuš zawodową karierę rozpoczynał w 1980 roku w Hajduku Split. Spędził tam osiem lat. W tym czasie wywalczył z zespołem trzy wicemistrzostwa Jugosławii (1981, 1983, 1985). W 1988 roku wyjechał do Hiszpanii, gdzie został graczem Realu Valladolid z Primera División. W 1989 roku dotarł z nim do finału Pucharu Hiszpanii, jednak Real Valladolid przegrał tam 0:1 z Realem Madryt. W ciągu dwóch sezonów w barwach Realu Valladolid Miljuš rozegrał 26 spotkań i zdobył 1 bramkę. W 1990 roku odszedł do portugalskiej Vitórii Setúbal, grającej w Primeira Divisão. W 1991 roku spadł z klubem do Segunda Divisão. W 1992 roku zakończył karierę.

## Kariera reprezentacyjna
W reprezentacji Jugosławii Miljuš zadebiutował 2 czerwca 1984 roku w wygranym 3:2 towarzyskim meczu z Portugalią. W tym samym roku został powołany do kadry narodowej na Mistrzostwa Europy. Zagrał tam w pojedynkach z Danią (0:5) oraz Francją (2:3). Z tamtego turnieju Jugosławia odpadła po fazie grupowej. W 1984 roku Miljuš zajął również z drużyną narodową 3. miejsce na Letnich Igrzyskach Olimpijskich. W latach 1984–1988 w reprezentacji Jugosławii rozegrał w sumie 14 spotkań.